# Топтерек
Топтере́к (каз. Топтерек) — село у складі Курчумського району Східноказахстанської області Казахстану. Входить до складу Курчумський сільського округу.
Населення — 179 осіб (2021; 391 у 2009, 646 у 1999, 828 у 1989).
Національний склад станом на 1989 рік:
- казахи — 100 %